# Трње (Пивка)
Трње (словен. Trnje, итал. Tergni) је насељено место на Красу у општини Пивка, Приморско-нотрањска регија, Словенија.

## Историја
До територијалне реорганизације у Словенији биле су у саставу старе општине Постојна.

## Становништво
У попису становништва из 2011. године, Трње су имале 281 становника.
| Број становника према пописима | Број становника према пописима | Број становника према пописима |
| ------------------------------ | ------------------------------ | ------------------------------ |
| 1991                           | 2002                           | 2011                           |
| 239                            | 243                            | 281                            |

## Галерија
- сеоска кућа
- споменик НОБ-а